# Илина Бисерова
Илина Бисерова е българска журналистка, водеща на новините на БНТ и продуцентка/водеща на предаването Бизнес.БГ.

## Биография
Илина Бисерова е родена на 13 април 1985 година във Варна. Завършва Факултета по журналистика и масови комуникации на Софийския университет, след което получава магистратура „Маркетинг“ в УНСС.
Кариерата си започва през 2005 година във Варна. Работи в ТВ „Черно море“ и Дарик радио – Варна. В края на 2006 година започва работа във вестник „Труд“, където остава две години. Отразява предимно социално теми.
От началото на 2009 година е част от екипа на „По света и у нас“. Професионалният ѝ път в телевизията започва като репортер в социалната сфера. По-късно започва да се занимава с бизнес и финансовите проблеми и теми. Става популярна с репортажите си на икономическа, финансова и социална тематики. Подготвяла е две рубрики – „Икономическите новини“ на БНТ и „Твоите права“, в която се разказват историите на хора с нарушени трудови права или пострадали от некоректни работодатели. Авторка е на няколко документални филма.
През август 2017 година започва да води късните емисии на БНТ. Илина е продуцентка и водеща на предаването Бизнес.БГ по БНТ от 2020 г.
През годините е получавала награди от различни професионални организации най-вече заради репортажи около пенсионната реформа и финансовата криза.